# Holcz Gábor
Holcz Gábor (Budapest, 1973. március 31. –) magyar  bűvész, illuzionista, mentalista, tréner, bűvésztanár.

## Életrajz
Nyolc éves korában kezdett el a bűvészettel foglalkozni, mesterei Sugár Péter és Molnár Gergely voltak. 19 évesen hivatásos előadóművészi vizsgát tett az Állami Artistaképző Intézetben. Bűvészként szerepelt budapesti szállodák műsoros szórakozóhelyein, kisebb és nagyobb cégek rendezvényein, partnertalálkozóin, promóciós bemutatóin. Több kontinensen megfordult bűvészműsorával különböző fesztiválokon, valamint meghívásos show-műsorokban. Rengeteg televíziós szereplés, illetve színházi szaktanácsadás a pályafutása során. Hazai és nemzetközi bűvészversenyek többszörös díjazottja. Saját rendezésű színházi előadásaival, illetve többszereplős bűvészműsorok szereplőjeként rendszeresen látható gálaműsorok színpadjain. A bemutatók mellett a bűvészet oktatásával is foglalkozik, számos ma már hivatásos bűvészként szereplő előadó tanára volt, gimnáziumban hivatalos kerettantervben oktatja a bűvészetet, s megalapította a Bűvészet Akadémiáját Magyarországon, ahol komplex módon igyekszik fejleszteni a fiatal bűvészek tudását, művészi előadókészségét.

## Vendégszereplések külföldön
- 1995. Németország
- 1997. Dél Korea
- 2000. Padova, Olaszország
- 2001. Ausztria
- 2002. New York, USA
- 2003. Las Vegas, USA
- 2008. Las Vegas, USA
- 2011. Washington, USA
- 2013. La Valetta, Málta
- 2015. Milánó, Olaszország

## Televíziós szereplései
- RTL Klub: Fókusz, RTL Reggeli, RTL Delelő, Szeszélyes évszakok, Balázs show
- TV2: Aktív, Napló, Frizbi, Mokka
- Magyar Televízió: Ridikül, Magyarország Szeretlek, Hovatovább vetélkedő, TV ügyvédje, Kató néni kabaréja
- ATV: Névshow-r
- Kisebb televíziós csatornák: Z+, Viva TV, Szív TV, A3 televízió, Budapest TV

## Színházi bűvészelőadások
- 1998. Thália Színház – Varázsszínház – Ungár Anikó és Holcz Gábor műsora
- 2000. Komédium Színház – Varázslatok színháza – Ungár Anikó és Holcz Gábor műsora
- 2005. The Power of Magic – Holcz Gábor Illuzionista műsora Magyarország színházaiban művelődési házaiban
- 2010. Eötvös10 Kulturális Színtér – Illúziók – Holcz Gábor bűvészelőadása
- 2011. A38 hajó - Illúzió és Humorszínház – Hajnóczy Soma, Kelle Botond és Holcz Gábor bűvészelőadása
- 2012. Eötvös10 Kulturális Színtér – Eklektik - Holcz Gábor bűvészelőadása
- 2015. Milánó világkiállítás – Houdini időutazása - David Merlini és Holcz Gábor előadása
- 2016. MOM Kulturális Központ – Az Illúzió Mesterei
- 2017. Napfényes Rendezvényterem – A szemfénnyerő - Holcz Gábor bűvészelőadása
- 2019. MOM Kulturális Központ – Az Illúzió Mesterei
- 2022. Mom Kulturális Központ – Az Illúzió Mesterei

## Oktatás
- Számos aktívan dolgozó bűvésznek a tanára, illetve szakmai konzulense
- Aktív tanítványai: Párkányi Kolos, Németh Gábor, Juhász Marcell, Christian Panthera
- Tanácsadóként segített előadók: Hajnóczy Soma, David Merlini
- Európában egyedülálló módon középiskolában, gimnáziumban tanítja a bűvészetet az általa kidolgozott tanterv alapján.
- Színházi szaktanácsadás, oktatás, bűvészmutatványok színpadra állítása: Nemzeti Színház, Vígszínház, Radnóti színház, Madách színház

## Díjak
- Amerikai Egyesült Államok, New York: Összesített Kontinens verseny döntőse
- Ausztria, Baden:  Európai nemzetközi bűvészverseny II. díj
- Csehország, Prága: Nemzetközi Bűvészfesztivál, I. helyezett és Grand Prix díj
- Olaszország, Padova: Nemzetközi európai Bajnokság II. helyezett
- Magyarország, Budapest: Corodini Nemzetközi Bűvészverseny I. helyezett és Grand Prix díj
- Magyarország, Budakeszi: Magyar Bűvészbajnokság I. helyezett és Grand Prix díj
- Németország, Sindelfingen: Nemzetközi bűvészverseny különdíj
- Magyarország, Szolnok: Év Mágusa verseny II. helyezett
- Magyarország, Budapest: Nemzetközi Bűvészfesztivál I. helyezett és Grand Prix díj

## Külső hivatkozások
- Holcz Gábor többszörös magyar és nemzetközi nagydíjas bűvész
- Az Illúzió Mesterei
- Holcz Gábor hivatalos honlap Archiválva 2019. június 18-i dátummal a Wayback Machine-ben
- Holcz Gábor facebook oldala
- Holcz Gábor youtube csatornája
- Holcz Gábor instagram oldala